# Boleszkowice, Hạt Szczecinek
Boleszkowice [bɔlɛʂkɔˈvit͡sɛ] (tiếng Đức Karlshöhe)  là một ngôi làng thuộc khu hành chính của Gmina Grzmiąca, thuộc hạt Szczecinek, Tây Pomeranian Voivodeship, phía tây bắc Ba Lan. Nó nằm khoảng 31 kilômét (19 mi) về phía tây bắc của Szczecinek và 124 km (77 mi) về phía đông bắc của thủ đô khu vực Szczecin.
Làng có dân số 60 người.